# Bosc-Bénard-Crescy

Bosc-Bénard-Crescy este o comună în departamentul Eure, Franța. În 1 ianuarie 2018 avea o populație de 439 de locuitori.